# Temple de foc de Nekresi
El Temple de foc de Nekresi (en georgià: ნეკრესის ცეცხლის ტაძარი) és un conjunt arqueològic de la regió georgiana oriental de Kakhètia, que forma part de Nekresi. L'edifici excavat, conservat només en part, s'identifica com un temple del foc de Zoroastre, un temple del sol o un santuari maniqueu. Construït en el segle II o III, degué ser destruït en el s. V. El jaciment està inscrit en la llista de Monuments Culturals Immobles d'Importància Nacional de Geòrgia.

## Història
El Temple de Nekresi és enmig de camps de conreu de les terres baixes al sud del turó on és el Monestir de Nekresi, de principis de l'edat mitjana. Va ser desenterrat per una expedició arqueològica del Museu Nacional de Geòrgia que treballava a Nekresi entre el 1984 i el 1993 i el va identificar Levan Chilashvili com un temple de foc de Zoroastre. El 2004, un altre equip va suggerir que el temple s'alineava amb els solsticis d'estiu i hivern i que podria haver ser un temple d'adoració solar. Guram Kipiani, però, argumenta que l'organització espacial de l'edifici no és compatible amb la d'un temple del foc i opina que el conjunt era un santuari maniqueu. Els objectes trobats són fragments de ceràmica d'entre els segles II i IV; un tros de carbó d'un llindar fou datat per radiocarboni del segle V, i això indica que el temple fou destruït en aquell moment.

## Disseny
Hi ha dues fases constructives en el conjunt; l'horitzó inferior consta d'una planta baixa i la fonamentació d'un edifici de culte, datat dels segles II i IV, que sembla haver estat destruït a propòsit i part dels seus materials reutilitzats per a la construcció d'un castell o palau fortificat. Totes dues capes estan fetes amb enderrocs grans d'argamassa amb afegit de rajola plana a la capa superior.
El temple és de planta quadrada, amb 50 x 50 m. El seu disseny és complex, centrat en un edifici quasi quadrat de 76 m², al voltant del qual s'aixequen quatre edificis més disposats en forma cruciforme i cadascú acabat en un absis semicircular enfrontat a l'edifici central. Al cantó sud-oest de l'edifici central hi havia una zona quasi quadrada feta d'argila, de 4,5 m², que contenia rastres de foc, i això feu pensar que l'edifici era un temple del foc. Els cinc edificis amb els seus passadissos i cambres accessòries estaven tancats després d'una paret. L'accés a qualsevol cambra era possible per unes portes que s'obrien sobre les parets exteriors.